# 哈里森·貝德
哈里森·喬瑟夫·貝德（英語：Harrison Joseph Bader，1994年6月3日—）為美國職棒大聯盟的外野手，目前效力於費城費城人。他先前曾效力於雙城、紅雀、洋基、紅人、大都會與雙城等隊。貝德畢業於佛羅里達大學，2017年登上大聯盟。
貝德主要從事中外野的守備工作，2019年球季之後基本專職中外野，不過在生涯更早期他也有角落外野的守備紀錄。

## 職業生涯

### 聖路易紅雀隊
2017年
7月25日，因為德克斯特·佛勒受傷，貝德也獲得登上大聯盟的機會。當時他在3A繳出2成97的打擊率，並敲出19轟與48分打點。他在初登板便擊出大聯盟首安，並在9月1日敲出大聯盟首轟。而他也在這年獲選為年度最佳小聯盟球員。
2018年
貝德這年從3A出發，並在4月3日登上大聯盟。7月31日，球隊將湯米·范姆交易，貝德也從四號外野手成為先發中外野手。這年他的打擊率為2成64，並敲出12轟與37分打點。防守方面，他的DRS為19分，是全大聯盟最高。
2019年
這年他成為球隊的先發中外野手，但開季打擊不振導致他變成板凳球員。7月30日，貝德的打擊率不到2成，因此遭到下放3A調整。之後他在8月20日回歸。整季他的打擊率為2成05，並敲出12轟與39分打點。他也首度被提名入選金手套獎決選名單中。
2020年
他在縮水球季出賽50場比賽，打擊率為2成26，並敲出4轟與11分打點。
2021年
貝德在春訓弄傷右前臂而錯過開季。雖然他在4月底回歸，但他在5月26日因為撲接飛球造成肋骨斷裂，使他再度進入傷兵名單。7月1日，貝德敲出生涯首發滿貫砲。他在9月底的打擊率超過5成，8場比賽敲出3轟，幫助紅雀拿下17連勝。整季他的打擊率為2成67，並敲出16轟與50分打點。他成功拿下金手套獎，為獲獎的5名紅雀選手之一。
2022年
2022年4月3日，貝德和球隊以2年10,400,000美元的價碼提前續約，藉此避免仲裁。他在5月10日的比賽跑出一支場內全壘打，是隊史自1985年以來首次（Vince Coleman），同時也是布希體育場史上首次有紅雀球員達此成就。6月27日，貝德因右足足底筋膜炎的傷勢而進入10天傷兵名單。

### 紐約洋基隊
8月2日，貝德和一位日後指名球員一起被交易至紐約洋基隊，以換取左投手喬丹·蒙哥馬利。在交易之前，他在246個打數中有2成56打擊率、3成03上壘率和3成70長打率的三圍，另外有15次盜壘成功（國聯第5位），中外野守備未曾發生失誤。貝德在傷兵名單一段時間後，在9月20日打出加入洋基隊的首安。
貝德在10月11日的美聯分區系列賽第1場比賽打出洋基生涯的首轟，對手苦主為Cal Quantrill，這點（指首轟發生在季後賽）是洋基隊史首見。總計他在這個系列賽（共5場）打出3支全壘打，追平了伯尼·威廉斯和米奇·曼托共同持有的洋基隊史中間手紀錄。10月19日在休士頓舉行的美聯冠軍賽第1戰，他在2局上半面對太空隊的賈斯丁·韋蘭德再次擊出全壘打，得到雙方在此系列賽的第1分。

## 個人生活
貝德從小就是洋基球迷，他最愛的球員是羅傑·馬里斯。
貝德有一個妹妹。貝斯手Chris Baio和演員史考特·白歐都是他的親戚。貝德的父親是猶太人，母親是義大利人，因此他同時擁有這兩個血統。

## 外部連結
- 球員資訊和成績在MLB ，ESPN ，Retrosheet ，Baseball Reference ，Baseball Reference (Minors) ，Fangraphs ，The Baseball Cube （英文）
- 哈里森·貝德的X（前Twitter）
- 哈里森·貝德的Instagram帳戶